# Surveyor 4

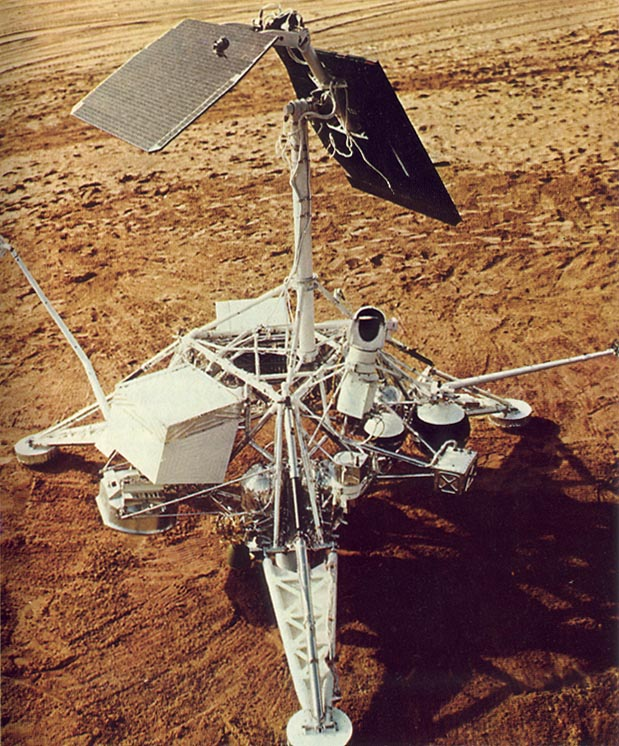
Surveyor 4

Il Surveyor 4 fu il quarto lander lunare lanciato dagli USA verso la Luna. Il suo scopo era raccogliere informazioni ambientali necessarie per le future missioni Apollo.

## La Missione

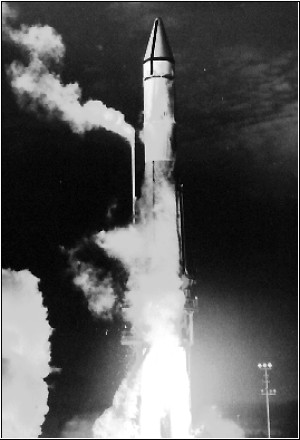
Lancio del Surveyor 4

Il Surveyor 4 fu lanciato il 14 luglio del 1967 alle 11:53:29 UTC tramite il razzo vettore Atlas-Centaur e venne immesso direttamente in una traiettoria di impatto con la Luna. Dopo un volo senza problemi, furono persi i contatti radio con la sonda 2,5 minuti prima di allunare. Si presume che il razzo frenante a combustibile solido sia esploso poco prima dell'atterraggio. Come il Surveyor 3, la sonda possedeva un braccio robotico scavatore per eseguire dei test e studi sul suolo lunare, a differenza del precedente, però, questo aveva incorporata una calamita
per rilevare i componenti ferrosi presenti nel terreno.